# Chelonus insidiator
Chelonus insidiator är en stekelart som först beskrevs av Vladimir Ivanovich Tobias 1989.  Chelonus insidiator ingår i släktet Chelonus och familjen bracksteklar. Inga underarter finns listade i Catalogue of Life.